# James Duesenberry
James Stemble Duesenberry (Virginia Occidentale, 18 luglio 1918 – Boston, 5 ottobre 2009) è stato un economista statunitense.

## Biografia
James Stemble Duesenberry, nato a Princeton nella Virginia Occidentale il 18 luglio del 1918, è stato un economista americano. Ha fornito un contributo significativo all'analisi keynesiana del reddito e dell'occupazione con la sua tesi di dottorato del 1949 intitolata “Income, Saving and the Theory of Consumer Behavior.” (“Reddito, risparmio e la teoria del comportamento del consumatore”). Docente del Dipartimento di Economia dell'Università di Harvard, per più di mezzo secolo, è stato un'autorità in materia di politica monetaria.
Kenneth Arrow ha ritenuto che James Duesenberry abbia offerto uno dei più significativi contributi del periodo del dopoguerra alla comprensione del comportamento economico, tanto da poter essere considerato di fatto il padre dell'Economia comportamentale. La sua teoria, tuttavia, è stata abbandonata nei testi economici di base, sebbene sia andata oltre le altre teorie che hanno prevalso negli anni '50.
Duesenberry ha frequentato l'Università del Michigan, dove ha conseguito il Bachelor of Arts nel 1939, il Master of Arts nel 1941 e il Dottorato nel 1948. Durante la seconda guerra mondiale, Duesenberry è stato uno statistico della United States Army Air Forces, e ha raggiunto il grado di capitano.
Ha insegnato al Massachusetts Institute of Technology nel 1946. Si è recato poi ad Harvard nel 1948, dove ha iniziato l'attività di assistente alla cattedra di economia, divenendo quindi professore associato nel 1953. Ha ricevuto l'incarico di professore ordinario di economia nel 1955 e ha lavorato fino al 1989.
È stato membro del Council of Economic Advisers, un gruppo di tre economisti che supporta il Presidente degli Stati Uniti d'America in tema di politica economica, dal 1966-68 sotto la presidenza di Lyndon B. Johnson.
Dal 1969 al 1974 è stato Presidente del consiglio di amministrazione della Federal Reserve Bank di Boston, e ha guidato la banca durante la costruzione della First National Bank Building nel centro di Boston.
Nel 1969, Duesenberry è stato nominato "William Joseph Maier" Professore di Economia Monetaria e Banca. È stato Direttore del Dipartimento di Economia dell'Università di Harvard dal 1972 al 1977. È stato Visiting Professor all'Università di Kobe in Giappone nel 1984 e alla Southwest University of Finance and Economic di ChengDu in Cina nel 1989. Si è ritirato nel 1989, diventando "William Joseph Maier" Professore emerito di Economia Monetaria e Banca all'Università di Harvard.
Ha svolto, infine, un'attività di consulenza per l'Harvard Institute for International Development (Istituto di Sviluppo Internazionale dell'Università di Harvard). È morto all'età di 91 anni.

## Opere
- James S. Duesenberry (1949). Income, Saving, and the Theory of Consumer Behavior, Harvard University Press.
- James S. Duesenberry (1957). Business Cycles and Economic Growth, McGraw-Hill.
- James S. Duesenberry (1964). Money and Credit Impact and Control, Prentice-Hall.
- James S. Duesenberry, Barry Bosworth e Andrew Carron (1975). Capital Needs in the Seventies, Brookings Institution.
- James S. Duesenberry, Thomas Mayer e Robert Z. Aliber (1981). Money, Banking and Economy, W.W. Norton.